# Fahrraum
Zum Fahrraum einer Straße gehören das Fahrbahnband, alle sonstigen Bestandteile der Straße sowie das die Straße umgebende Gelände mit Bewuchs und Bebauung, soweit es den Fahrer optisch beeinflussen kann. Dabei ist grundsätzlich zwischen dem objektiven Fahrraum (also dem mathematisch-physikalischen Raum) aus Sicht des Straßenbauingenieurs und dem subjektiven Fahrraum des Fahrers (auch psycho-physischer Raum genannt) zu unterscheiden.
Zusammen mit dem Fahrer, dem Fahrzeug sowie Störgrößen (Verkehr und Witterung) bestimmt der Fahrraum das Fahrverhalten. Ein gut gestalteter Fahrraum mit einer klaren optischen Führung ist daher Voraussetzung für eine ausreichende Fahrsicherheit. Deshalb wird insbesondere beim Entwurf von Außerortsstraßen auf eine gute räumliche Linienführung Wert gelegt. Näheres dazu kann den jeweils gültigen Trassierungsvorschriften eines Staates entnommen werden.
Der Fahrraum darf nicht mit der Sichtweite gleichgesetzt werden. Ersterer ist eine dreidimensionale Größe. Die Sichtweite dagegen ist eine eindimensionale Größe und beschreibt die vom Fahrer einsehbare Tiefe des Fahrraumes.

## Einteilung
Basierend auf verschiedenen Untersuchungen kann der Fahrraum in drei Zonen – mit jeweils wachsende Anspannung und Aufmerksamkeit des Fahrers – eingeteilt werden:
- Zone 1: Fernorientierung und Information (600 m bis 250 m)
- Zone 2: Bereitschaft und Entscheidung (250 m bis 75 m)
- Zone 3: Nahorientierung und Handlung (bis 75 m)